# 아이돌학교
《아이돌학교》는 엠넷에서 방송되었던 고등학교 컨셉의 예능 프로그램이다.

## 개요
지원 당시 소속사가 없는 개인연습생들을 대상으로 한 서바이벌 오디션이었다. 참가자들 중에는 기획사에서 퇴사한 후 참가한 무소속 연습생들 외에 일반인들도 있었고, 현역으로 활동하다가 소속 팀의 해체 혹은 소속 팀 탈퇴와 함께 소속사를 퇴사하고 연습생으로 돌아간 사람들이 있었다. 예선에서 합격한 41명이 데뷔를 놓고 겨루는 프로그램이었으나, 참가자들 중 1명이 본 방송 직전에 하차하여 실질적으로는 총 40명이 경쟁했다. 졸업과 함께 데뷔를 하게 된다.

## 방송 시간
| 방송 채널 | 방송 기간                         | 방송 시간                    | 방송 분량 |
| --------- | --------------------------------- | ---------------------------- | --------- |
| 엠넷      | 2017년 7월 13일 ~ 2017년 8월 31일 | 매주 목요일 밤 9:30 ~ 11:00  | 90분      |
| 엠넷      | 2017년 9월 8일 ~ 2017년 9월 29일  | 매주 금요일 밤 11:00 ~ 12:30 | 90분      |

## 교과목
- 아이돌학개론
- 칼군무의 이해
- 아이돌 멘탈관리학
- 발성과 호흡의 관계
- 폐활량 훈련
- 무대위기 대처술

## 출연자

### 교직원
- 이순재 - 교장
- 김희철 - 담임
- 바다 - 음악 선생님(가창력 기본기 담당)
- 장진영 - 음악 선생님(가창력 개인교습 담당)
- 스테파니[주 1] - 안무 선생님(개인 안무 담당)
- 박준희 - 안무 선생님(군무 담당)
- 윤태식[주 2] - 체육 선생님(기초 체력 담당)
- 블랙아이드필승 - 음악 총괄 프로듀서
- 여경선[주 3] - 사감

## 최종 선발

### 발표 순위
| 순위 | 이름   | 소속사                                                     | 소속그룹       |
| ---- | ------ | ---------------------------------------------------------- | -------------- |
| 1위  | 노지선 | 플레디스, 前오프더레코드, 前뮤직웍스, 前CJ, 前스톤         | 프로미스나인   |
| 2위  | 송하영 | 플레디스, 前오프더레코드, 前CJ, 前스톤                     | 프로미스나인   |
| 3위  | 이새롬 | 플레디스, 前오프더레코드, 前넥스타, 前CJ, 前스톤           | 프로미스나인   |
| 4위  | 이채영 | 플레디스, 前오프더레코드, 前JYP, 前CJ, 前스톤              | 프로미스나인   |
| 5위  | 이나경 | 플레디스, 前오프더레코드, 前CJ, 前스톤                     | 프로미스나인   |
| 6위  | 박지원 | 플레디스, 前오프더레코드, 前JYP, 前CJ, 前스톤              | 프로미스나인   |
| 7위  | 이서연 | 플레디스, 前오프더레코드, 前YG, 前CJ, 前스톤               | 프로미스나인   |
| 8위  | 백지헌 | 플레디스, 前오프더레코드, 前이례, 前TI, 前KA, 前CJ, 前스톤 | 프로미스나인   |
| 9위  | 장규리 | 저스트, 前오프더레코드, 前CJ, 前스톤                       | 前프로미스나인 |

### 실제 순위
| 순위 | 이름   | 소속사                                           | 소속그룹 |
| ---- | ------ | ------------------------------------------------ | -------- |
| 1위  | 이해인 | 더그루브, 前젤리피쉬, 前CJ, 前SS, 前HYWY, 前스톤 | 前I.B.I  |
| 2위  | ?      |                                                  |          |
| 3위  | ?      |                                                  |          |
| 4위  | ?      |                                                  |          |
| 5위  | ?      |                                                  |          |
| 6위  | ?      |                                                  |          |
| 7위  | ?      |                                                  |          |
| 8위  | ?      |                                                  |          |
| 9위  | ?      |                                                  |          |

온라인 투표와 생방송 투표를 통해 선발하였으며 그 결과 노지선이 1위를 차지하였고 그 뒤로 송하영, 이새롬, 이채영, 이나경, 박지원, 이서연, 백지헌, 장규리 순으로 데뷔 멤버가 확정되었다. 당시 그룹명은 '프로미스'로 정해지다 11월 24일에 fromis 9으로 최종 결정되었다.
그러나 연출력 부재에 프로그램의 화제성이 낮아서 시청률 부진에 시달린 데다가 최종회에서 투표조작 의혹이 일어나는 등 시청자들에게 큰 악평을 받아 씁쓸하게 끝났으며, PRODUCE 101을 통해 꽤 인지도가 있는 이해인 지지자들의 반발이 매우 컸다. 게다가 후술하는 만 15세 미만 참가자들의 야간활동 제한을 위반한 사실까지 드러나 마지막까지 좋지 못했다.
결국 최종 데뷔조 팀인 fromis 9은 시작부터 순탄치 못했고, PRODUCE 101 경력자였던 이해인을 지지했던 팬들이 대거 반발하면서 fromis 9은 화제성을 잡지 못한 채 데뷔했다. 이 때문에 fromis 9에 선발된 멤버들 중 장규리가 fromis 9 활동에서 잠시 빠진 후 2018년 4월부터 합숙/촬영을 시작한 PRODUCE 48에 재도전하는 일이 일어났으며, 아이돌학교 파이널 탈락자들 중에서는 조유리, 이시안, 배은영 3명이 PRODUCE 48에 참가했다. 하지만 장규리는 갈수록 순위가 내려갔고, 아이돌학교에서 함께했던 조유리에게 역전당해 3차 순위 발표식 때 25위로 밀려 PRODUCE 48 파이널 진출에 실패했다. 배은영은 2차 순위 발표식에서 36위로 밀려 탈락했고, 이시안은 30위로 밀려 파이널 진출에 실패해 아이돌학교 경력자들 중 PRODUCE 48에 참가한 사람들은 조유리를 제외하고 모두 아이돌학교 대비 1단계씩 성적이 떨어지며 PRODUCE 48을 마감했다.

## 야간활동 제한 위반
참가자들 중 당시 만 15세가 안 되었던 박선 및 백지헌 등이 오후 10시 이후 생방송에 출연한 사실이 드러나, 2018년 2월 20일 방송통신심의위원회 산하 방송심의소위원회에서 열린 징계위원회에서 "권고" 판정을 받았다.
이 징계 이후, 아이돌학교는 포털 사이트 및 IPTV에서 제공되었던 다시보기 서비스가 전면 중단되어 더 이상 볼 수 없게 됐다.
이 사건이 일어나고 2개월이 지나 생일을 맞이한 백지헌은 야간활동 제한이 해제됐다.
그럼에도 불구하고 엠넷은 PRODUCE 48 당시 똑같은 위법 사실이 드러나 또 다시 권고 조치를 받았고, 이 사건은 만 15세 미만 참가자가 파이널에 진출한 PRODUCE 48 및 PRODUCE X 101의 생방송이 오후8시에 열리는 주된 근거가 되었다. 왜냐하면 장원영과 남도현이 각각 파이널 진출 시점 당시 만 15세 미만이었기 때문이다. 더불어 PRODUCE X 101의 경우는 오후8시에 시작했음에도 밤12시가 넘어서 끝났기 때문에, 이 법에 따라 파이널에 진출한 남도현 및 당시 방청을 왔었던 장원영은 야간활동 제한이 걸리기 10분 전인 오후 11시 50분 경에 녹화장인 삼산월드체육관에서 퇴장했다.

## 숙소 논란
참가자들이 이 프로그램에 참여하면서 지내게 되는 숙소의 구조 역시 뒷말이 상당히 많았다. 대한민국 국군의 내무반과 완벽히 동일하며 색상만 핑크색인 숙소였다. 더군다나 도색을 한 지 얼마 되지 않은 탓에 숙소에서 페인트 냄새가 진동하여 참가자들이 곤혹을 치르기도 했다.

## 투표 조작 발각
PRODUCE 101로 인지도가 가장 높은 참가자였던 이해인이 파이널에서 11위로 밀려 탈락했을 때, 투표 조작 의혹이 강하게 일었다. 2년 후 PRODUCE X 101의 투표조작 의혹이 불거지면서 이 사건이 다시 수면위로 올라오게 됐다.
검찰 조사를 통해 제작진의 투표조작 사실이 확인되어, 2020년 7월 8일에 CP 김태은이 불구속 기소됐다. 2021년 6월 10일에 열린 1심 재판에서 김태은은 실형을 선고받아 법정 구속됐다.
방심위에서 아이돌학교에 대해 법정 제재를 전제로 의견 진술을 진행하기로 결정했으며, 프로그램 내에서 총 233회의 순위 조작이 이루어졌다고 발표되었다.
김태은 CP는 1심 판결 후 할 말이 없다며 항소했으나, 2021년 12월 10일에 열린 항소심 결심 공판에서도 1년을 구형받았다. 선고 공판은 2022년 1월 14일에 열린다.

## 그 외
- 참가자 중 조유빈은 2018년 10월 24일에 핑크판타지의 멤버로 정식 데뷔했으며, fromis 9 외 참가자들 중에서는 최초로 데뷔했다. 그러나 2019년 6월에 공황장애 판정을 받아 활동을 잠정 중단했고, 이듬해 탈퇴했다.
- 참가자 중 파이널 15위로 마감한 조유리는 이듬해 PRODUCE 48에 참가해, 최종 3위로 아이즈원의 멤버로 선발되었다. fromis 9 외 참가자들 중에서는 2번째 정식 데뷔다.
- 참가자 중 장규리는 아이돌학교에서 최종선발되었으며 그래서 fromis 9로 데뷔했음에도 불구하고 이듬해 또다시 PRODUCE 48에 참가했다. 물론 장규리는 PRODUCE 48에서는 탈락했기 때문에 일단락 되었으나 만약 장규리가 PRODUCE 48까지 최종선발되었더라면 fromis 9과 아이즈원 중 한 그룹에서만 활동해야 하므로 이게 굉장히 큰 논란이 되었을 것이다.
- 참가자 중 조세림은 아이돌학교를 마감한 후 위에화 엔터테인먼트에 입사, 2019년 3월 18일 에버글로우의 멤버로 정식 데뷔했다. 활동명은 "온다"이며, fromis 9 외 참가자들 중에서는 3번째 정식 데뷔다.
- 마이비 해체와 동시에 마루기획과 결별하고 참가한 이유정은 아이돌학교를 마감한 후 2019년에 브릭웍스에 입사, 홀리데이로 재데뷔했다. fromis 9 외 참가자들 중에서는 4번째 데뷔다.
- 참가자 중 김주현은 김흥국의 딸이며 아이돌학교 참가자 중 최장신(174cm)이었다. 실력이 그다지 좋은 편은 아니었으나 아버지가 워낙 유명한 연예인이다 보니 아버지의 팬들을 등에 업고 꼴찌권에서 계속 살아남았으나 결국 파이널 바로 직전인 10회에서 탈락했다. 아이돌로서의 실력은 별로 좋지 않았으나 성격이 아버지를 닮은 탓에 희극 배우 기질이 매우 강해서 아이돌학교에서 큰 재미를 선사했다.
- 피팅모델 출신 참가자인 솜혜인은 정작 참가해서는 불성실한 태도로 교직원들을 당황하게 했다. 보다 못한 바다는 솜혜인에게 아무 노래나 하나만 불러 보라고 시켰으나 솜혜인은 아무것도 못하고 있었으며 심지어 장진영은 이런 솜혜인을 보고 어이가 없어서 여기 왜 왔냐는 질문을 할 정도였다. 이후 구토와 공황장애 증세를 보이며 아이돌학교에서 처음으로 자진 퇴소한 학생이 되었다. 이후 2019년 5월 23일에 솔로 디지털 싱글을 발표했으나, 정식 데뷔보다 이벤트성이 강했다. 솜혜인은 동년 8월에 커밍아웃을 선언하여 논란이 일었다.
- 참가자 중 강예진은 알 수 없는 이유로 본 방송 시작 직전에 하차했다. 이 때문에 아이돌학교의 학생으로 인정하지 않는다. 이후 강예진은 n.CH 엔터테인먼트에 입사해 2018년에 네이처의 추가 멤버 '로하'로 합류했다.
- SIXTEEN 경력자이기도 했던 나띠는 2020년에 솔로로 데뷔하며 5번째로 데뷔한 참가자로 기록됐다.
- 타이니지 탈퇴 후 참가한 김명지는 아이돌학교를 마감한 후 배우로 완전히 전향했으며, 2019년 6월에 장동건이 세운 디엔터테인먼트 컴퍼니와 전속 계약을 맺었다.
- 대한민국 - 러시아 혼혈 참가자 정소미는 PRODUCE 101 우승자인 전소미와 이름도 비슷한 데다가 황백혼혈이라는 점까지 닮아서 PRODUCE 101 팬들의 열렬한 지지를 받았으나 생각보다 저조해서 초반에 탈락했으며 아이돌학교를 마감한 후 김명지와 더불어 가수 대신 배우로 나서고 있다.
- 참가자 중 스노우 베이비(본명: 채서설)는 대만 출신으로 한국어를 못하고 이슬람교라는 이유만으로 안티들의 여론에 휩싸여 결국 조기 탈락했다.

## 동일 소재 프로그램

### 서바이벌 오디션
- 슈퍼스타K 시리즈 (Mnet)
- 스타 오디션 위대한 탄생 시리즈 (MBC 예능본부 제작)
- K팝스타 시리즈 (SBS 예능본부 제작)
- Show Me The Money 시리즈 (Mnet)
- 슈퍼스타 서바이벌 (2006, SBS 예능본부 제작)
- PRODUCE 101 (2016, Mnet)
- PRODUCE 101 시즌 2 (2017, Mnet)
- PRODUCE 48 (2018, Mnet)
- PRODUCE X 101 (2019, Mnet)
- 소년24 (2016, Mnet)
- 아이돌 리부팅 프로젝트 더 유닛 (2017, KBS 예능본부 제작)
- 믹스나인 (2017, JTBC)
- 언더나인틴 (2018, MBC 예능본부 제작)
- 슈퍼밴드 (2019, JTBC)
- 보이스퀸 (2019, MBN)
- 내일은 미스트롯 (2019, TV조선 예능본부 제작)
- 내일은 미스트롯 2 (2020, TV조선 예능본부 제작)
- 내일은 미스터트롯 (2020, TV조선 예능본부 제작)
- 트롯신이 떴다 (2020, SBS 예능본부 제작)
- 트로트퀸 (2020, MBN)
- I-LAND (2020, Mnet)
- 트로트의 민족 (2020, MBC 예능본부 제작)
- 트롯 전국체전 (2020, KBS 예능본부 제작)
- 보이스킹 (2021, MBN)
- 방과후 설렘

### 트로트 소재 예능
- 트로트 엑스 (2014, Mnet)
- 놀면 뭐하니? - 뽕포유 (2019, MBC 예능본부)
- 나는 트로트 가수다 (2020, MBC 에브리원)
- 트롯신이 떴다 (2020, SBS 예능본부 제작)
- 보이스 트롯 (2020, MBN)

### 내용주
1. ↑  실제로 발레리나이다.
2. ↑  실제로 헬스 트레이너이다.
3. ↑  브라운 아이드 걸스, 비아이지 등의 매니저를 했던 사람이며, HYWY 엔터테인먼트에 있다가 퇴사한 후 출연했다.

### 참조주
1. ↑  8월 10일 결방
2. ↑  다만 이 중 3명은 순위 조작으로 선발된 멤버였음이 밝혀진 상태다.
3. ↑  심야 생방송에 청소년 출연? ‘아이돌학교’ 제재 - 미디어오늘
4. ↑  방통심의위,‘프로듀스 48’권고... "미성년자 심야 활동" - 이데일리
5. ↑  ‘프듀48’ 제작진의 고민 “15세 미만 야간생방 금지…장원영 어쩌지?” - 스포츠경향
6. ↑  '프로듀스 X 101' 최종회, 기존 오후11시 → 오후8시 편성 변경…"10대 배려" - 마이데일리
7. ↑  다음 날이 학교 휴일 및 공휴일일 경우에 한정하여 법정 대리인의 동의 하에 당일 밤 12시까지 연장이 가능하다. 다만 안유진의 경우는 생일이 9월 1일인데, PRODUCE 48 파이널 생방송일인 2018년 8월 31일이 금요일이었기 때문에 동의서를 받고 시간을 연장한 후, 밤 12시가 지나면 본인의 생일이었기 때문에 문제가 없었다.
8. ↑  ‘프듀X’ 이어 ‘아이돌학교’도 투표 조작 의혹 고소 움직임 - 뉴스엔
9. ↑  "이해인 이미지가"…'아이돌학교' CP, 투표 조작으로 징역 1년 - SPOTV뉴스
10. ↑  '아이돌학교' 순위조작 233회…'프듀' 1억 2천 과징금 사례 잇나 - 한국경제
11. ↑  검찰, '아이돌학교 투표 조작' 제작진에 2심도 실형 구형 - 뉴시스